# Динофелиси
Динофелисите (Dinofelis) („страшна котка“) са род саблезъби котки, които принадлежат към триб Metailurini. Те са били широко разпространени в Европа, Азия, Африка и Северна Америка, от преди 5 млн. години до преди около 1,2 млн. години (от ранния плиоцен до ранния плейстоцен). Открити са вкаменелости много подобни на Динофелис от областта Лотагам (Кения) от късния миоцен, преди около 8 млн. години.

## Описание
Представителите на род Dinofelis варират по размер, с размери в диапазон подобен на род Panthera. В едно проучване средната телесната маса на Dinofelis е изчислена на 149 kg, въпреки че съществуват и видове с размери, подобни на големи рисове или малки пуми.
Кучешките зъби на Dinofelis са по-дълги и по-сплеснати от тези на съвременните котки, но по-малки от тези на другите саблезъби котки.

## Разпространение и местообитание
Морфометричният анализ на екземпляри динофелиси от каньона Олдувай показва, че тези животни са били пригодени за живот най-вече в смесени хабитати, а не толкова в открити тревни пространства или силно залесени местности.
Фосили на представители на род Dinofelis са разкрити в Африка, Европа, Азия (Китай) и Северна Америка. Към 2023 г. са признати видовете:

- Dinofelis werdelini - Африка (Плиоцен);
- Dinofelis cristatus - Китай;
- Dinofelis piveteaui - южна Африка (Плейстоцен);
- Dinofelis barlowi - Африка, Европа, Азия, Северна Америка (Плейстоцен);
- Dinofelis petteri - източна Африка (Плиоцен).